# Salernitana Sport 1986-1987
Questa pagina raccoglie i dati riguardanti la Salernitana Sport nelle competizioni ufficiali della stagione 1986-1987.

## Stagione
Inizialmente deferita per la gara persa a Messina durante la precedente stagione per 2-0, la Salernitana viene in seguito prosciolta nel processo di metà luglio poiché estranea ai fatti contestatigli dello scandalo del 1986. Nel frattempo è già cominciato il ritiro pre-campionato.
Obiettivo dichiarato è quello della linea verde, affidandosi a molti giovani per avviare un nuovo corso, e di ottenere per la stagione 1986-1987 una salvezza tranquilla. In Coppa Italia Serie C la squadra giunge sino agli ottavi di finale, mentre in campionato la situazione è altalenante, con una alternanza di vittorie e sconfitte senza mai trovare la giusta continuità di rendimento. 
A un certo punto, nella fase conclusiva del girone di andata, la squadra si ritrova addirittura al primo posto solitario in classifica, dopo la vittoria casalinga contro il Brindisi, ma è un semplice fuoco di paglia. Intanto, nel mese di aprile, avviene un importante cambiamento societario, con il passaggio di proprietà dalla FI.SA a Giuseppe Soglia.
Il cambio di consegne viene celebrato dalla squadra con la vittoria in casa contro la Nocerina. Qualche giorno dopo Enrico Fedele viene assunto dal nuovo presidente in qualità di general manager allo scopo di preparare al meglio la successiva stagione.
La squadra comunque accuserà un vistoso calo nel girone di ritorno riuscendo a salvarsi con molti affanni e per un solo punto, grazie al pareggio interno a reti bianche nella partita conclusiva della stagione contro il Livorno.

## Divise e sponsor
Lo sponsor tecnico per la stagione 1986-1987 è Adidas, mentre lo sponsor ufficiale è Antonio Amato. La prima maglia è interamente granata, mentre i pantaloncini sono bianchi con righe granata sui lati e calzettoni granata con due righe bianche.
| Casa |

## Rosa
| N. |                   | Ruolo | Calciatore           |
| -- | ----------------- | ----- | -------------------- |
|    | Italia (bandiera) | P     | Umberto Faenza       |
|    | Italia (bandiera) | P     | Matteo Mancuso       |
|    | Italia (bandiera) | P     | Enrico Zazzaro       |
|    | Italia (bandiera) | D     | Marco Billia         |
|    | Italia (bandiera) | D     | Agostino Brancale    |
|    | Italia (bandiera) | D     | Pierluca Cincione    |
|    | Italia (bandiera) | D     | Ciro Ferrara         |
|    | Italia (bandiera) | D     | Luigi Gaeta          |
|    | Italia (bandiera) | D     | Vincenzo Leccese     |
|    | Italia (bandiera) | D     | Mario Manzo          |
|    | Italia (bandiera) | D     | Roberto Miggiano     |
|    | Italia (bandiera) | D     | Paolo Petrullo       |
|    | Italia (bandiera) | C     | Claudio Castelluccio |
|    | Italia (bandiera) | C     | Antonio Crusco       |
|    | Italia (bandiera) | C     | Massimiliano Favo    |

| N. |                   | Ruolo | Calciatore            |
| -- | ----------------- | ----- | --------------------- |
|    | Italia (bandiera) | C     | Antonello Fontana     |
|    | Italia (bandiera) | C     | Fortunato             |
|    | Italia (bandiera) | C     | Livio Maranzano       |
|    | Italia (bandiera) | C     | Alberto Maresi        |
|    | Italia (bandiera) | C     | Massimo Pedrazzini    |
|    | Italia (bandiera) | C     | Roberto Rizzo         |
|    | Italia (bandiera) | C     | Sergio Ventura        |
|    | Italia (bandiera) | A     | Bartolomeo Di Michele |
|    | Italia (bandiera) | A     | Andrea Mariano        |
|    | Italia (bandiera) | A     | Beniamino Mariano     |
|    | Italia (bandiera) | A     | Santo Perrotta        |
|    | Italia (bandiera) | A     | Antonio Santoro       |
|    | Italia (bandiera) | A     | Davide Tappi          |
|    | Italia (bandiera) | A     | Paolo Tusino          |
|    | Italia (bandiera) | A     | Emidio Vassallo       |

## Risultati

### Campionato

#### Girone di andata
| 21 settembre 1986 1ª giornata           | Salernitana | 1 – 0 | Catanzaro |  |
| \| \| \| \| \| Tappi \| Marcatori \| \| |             |       |           |  |
|                                         |             |       |           |  |
| Tappi                                   | Marcatori   |       |           |  |

| 28 settembre 1986 2ª giornata | Teramo | 2 – 0 | Salernitana |  |

| 5 ottobre 1986 3ª giornata | Salernitana | 1 – 0 | Monopoli |  |

| 12 ottobre 1986 4ª giornata | Martina | 1 – 0 | Salernitana |  |

| 19 ottobre 1986 5ª giornata | Salernitana | 1 – 0 | Barletta |  |

| 26 ottobre 1986 6ª giornata | Licata | 1 – 0 | Salernitana |  |

| 2 novembre 1986 7ª giornata | Salernitana | 1 – 0 | Reggina |  |

| 9 novembre 1986 8ª giornata | Siena | 1 – 0 | Salernitana |  |

| 16 novembre 1986 9ª giornata                       | Salernitana | 0 – 2            | Foggia |  |
| \| \| \| \| \| \| Marcatori \| Baldini, Baldini \| |             |                  |        |  |
|                                                    |             |                  |        |  |
|                                                    | Marcatori   | Baldini, Baldini |        |  |

| 23 novembre 1986 10ª giornata | Salernitana | 3 – 2 | Sorrento |  |

| 30 novembre 1986 11ª giornata | Nocerina | 0 – 1 | Salernitana |  |

| 7 dicembre 1986 12ª giornata | Salernitana | 1 – 0 | Campania Puteolana |  |

| 14 dicembre 1986 13ª giornata | Casertana | 1 – 1 | Salernitana |  |

| 21 dicembre 1986 14ª giornata | Salernitana | 1 – 1 | Cosenza |  |

| 4 gennaio 1987 15ª giornata | Benevento | 1 – 1 | Salernitana |  |

| 11 gennaio 1987 16ª giornata | Salernitana | 1 – 0 | Brindisi |  |

| 18 gennaio 1986 17ª giornata | Livorno | 0 – 0 | Salernitana |  |

#### Girone di ritorno
| 25 gennaio 1987 18ª giornata | Catanzaro | 2 – 1 | Salernitana |  |

| 1º febbraio 1987 19ª giornata | Salernitana | 1 – 1 | Teramo |  |

| 8 febbraio 1987 20ª giornata | Monopoli | 2 – 0 | Salernitana |  |

| 15 febbraio 1987 21ª giornata | Salernitana | 1 – 0 | Martina |  |

| 22 febbraio 1987 22ª giornata | Barletta | 1 – 1 | Salernitana |  |

| 1º marzo 1987 23ª giornata | Salernitana | 1 – 1 | Licata |  |

| 8 marzo 1987 24ª giornata | Reggina | 1 – 0 | Salernitana |  |

| 15 marzo 1987 25ª giornata | Salernitana | 1 – 1 | Siena |  |

| 29 marzo 1987 26ª giornata | Foggia | 3 – 1 | Salernitana |  |

| 5 aprile 1987 27ª giornata | Sorrento | 1 – 0 | Salernitana |  |

| 18 aprile 1987 28ª giornata | Salernitana | 1 – 0 | Nocerina |  |

| 26 aprile 1987 29ª giornata | Campania Puteolana | 2 – 1 | Salernitana |  |

| 3 maggio 1987 30ª giornata | Salernitana | 0 – 0 | Casertana |  |

| 17 maggio 1987 31ª giornata | Cosenza | 1 – 0 | Salernitana |  |

| 24 maggio 1987 32ª giornata | Salernitana | 1 – 1 | Benevento |  |

| 31 maggio 1987 33ª giornata | Brindisi | 2 – 1 | Salernitana |  |

| 7 giugno 1987 34ª giornata | Salernitana | 0 – 0 | Livorno |  |